# Fronteras de Burkina Faso
Las fronteras de Burkina Faso son los linderos internacionales que Burkina Faso comparte con sus Estados vecinos. Están representados por líneas que delimitan el territorio nacional donde el Estado ejerce su autoridad soberana.

## Fronteras

### Terrestres
Burkina Faso comparte fronteras terrestres con sus 6 países vecinos: Benín, Costa de Marfil, Ghana, Malí, Níger y Togo, con un total de 3193 km.

### Resumen
La siguiente tabla resume todas las fronteras de Burkina Faso:
| País            | Frontera terrestre (km) | Notas |
| --------------- | ----------------------- | ----- |
| Benín           | 306                     |       |
| Costa de Marfil | 584                     |       |
| Ghana           | 549                     |       |
| Malí            | 1000                    |       |
| Níger           | 628                     |       |
| Togo            | 126                     |       |
| Total           | 3193                    |       |